# Matemos a Hitler
Matemos a Hitler (Let's Kill Hitler) es el octavo episodio de la sexta temporada moderna de la serie británica de ciencia ficción Doctor Who, emitido originalmente el 27 de agosto de 2011. Supuso también el principio de la segunda parte de la sexta temporada, al emitirse tras casi tres meses de descanso de la serie, y en él se completa la explicación de la identidad de River Song que comenzó en el episodio anterior.

## Argumento
En Leadworth en la actualidad, Amy Pond y Rory Williams crean unos trazos en un campo de trigo con el coche para llamar la atención del Undécimo Doctor gracias a la cobertura de los periódicos del suceso. Él llega inmediatamente en la TARDIS, pero rápidamente se les une Mels, una amiga de la infancia de Amy y Rory que conoce al "Doctor desharrapado" y que fue la responsable de que se iniciara la relación entre Amy y Rory. Al estar huyendo de la policía por robar un coche, Mel saca una pistola y le obliga al Doctor a que la ayude a escapar en la TARDIS para "matar a Hitler". En el interior, dispara la pistola, dándole a la consola central, y haciendo que la sala se llene de gas venenoso y la máquina quede fuera de control.
En Berlín en 1938, el "Vehículo de Justicia 6018" o Telesecta, un robot que puede imitar cualquier forma controlado por una tripulación humana miniaturizada en su interior, busca impartir justicia contra criminales de guerra. Hacen esto usando las armas del Telesecta para torturar al criminal cerca del final de su línea temporal. Tras tomar la forma de un oficial Wehrmacht para encontrarse con Hitler, les interrumpen cuando la TARDIS se estrella en la oficina de Hitler. Hitler, ya aterrorizado, dispara al Telesecta, pero con su mala puntería le da a Mels. Mientras Rory encierra a Hitler en un armario, los demás descubren que Mels para su sorpresa comienza a regenerarse, convirtiéndose en River Song. River, tras haber sido entrenada por sus captores para matar al Doctor, hace varios intentos de hacerlo, pero el Doctor ya ha tomado precauciones para frustrarlos. En su lugar, River le besa y antes de marcharse por la ventana les revela que su pintalabios estaba hecho con veneno del árbol de Judas que le matará en media hora sin posibilidad de regenerarse. El Doctor ordena a Amy y Rory que sigan a River, dándole a ella su destornillador sónico, mientras él regresa a la TARDIS para intentar descubrir una cura. El Telesecta, sabiendo que la muerte del Doctor el 22 de abril de 2011 es un "punto fijo en el tiempo" (El astronauta imposible) decide seguir a Amy y Rory a la caza de River, tras identificarla como la criminal más buscada, responsable de matar al Doctor.
Amy y Rory siguen a River hasta una cafetería en el Hotel Adlon, pero el Telesecta llega y les sube a bordo como aliados, y después toman la apariencia de Amy, para permitir al robot acercarse a River para atacarla. Antes de que puedan completar el ataque, la TARDIS se materializa. El Doctor, animado por la "interfaz de voz" de la TARDIS, un holograma de Amelia Pond, ha encontrado tiempo de vestirse y detener el ataque, conociendo ahora el origen del Telesecta. El capitán habla con el Doctor, informándole que River ha sido entrenada por el Silencio para matarle. El Silencio no es una especie, sino una orden religiosa que piensa que cuando "la pregunta más antigua del universo, oculta a simple vista" se haga, el silencio caerá por todo el universo. Cuando la tripulación rechaza evitar el ataque a River, Amy usa el destornillador sónico para volver a los "anticuerpos" del robot (sus robots guardias de seguridad) contra ellos. La tripulación se marcha del Telesecta teletransportándose a su nave nodriza, mientras Amy y Rory se quedan solos contra los anticuerpos.
El Doctor está demasiado débil por el veneno para pilotar la TARDIS y rescatar a sus acompañantes. River, inspirada por la simpatía del Doctor, y guiada por la propia TARDIS para pilotarla, rescata a Amy y Rory a tiempo. De regreso al café, los tres descubren que el Doctor está ya agonizando. Él le pide a River que encuentre a "River Song" y le entregue un mensaje, y después le susurra algo al oído, tras lo cual, expira. River, que en este punto aún se llama a sí misma únicamente Melody Pond, le pregunta a Amy quién es River Song. Amy usa al Telesecta para que le muestre a River su forma guardada en la base de datos de quién va a ser en el futuro. Al saberlo, River sacrifica el resto de sus regeneraciones para resucitar al Doctor, y después pierde el conocimiento. El Doctor, Amy y Rory la llevan a un hospital en el futuro lejano, dejándole como regalo el diario con forma de TARDIS en la mesilla de su camilla antes de irse. Más tarde, se muestra a River matriculándose en arqueología para encontrar al Doctor ella misma. A bordo de la TARDIS, el Doctor ha descubierto la fecha y lugar de su muerte a partir de los registros del Telesecta, pero no le revela esto a Amy y Rory.

### Continuidad
Este episodio menciona varios elementos anteriores del personaje de River. River revela que ella era la niña pequeña que se regeneró al final de El día de la luna antes de convertirse en Mels, River recibe su diario color TARDIS del Doctor. Además, es el Doctor el que le pronuncia por primera vez la famosa frase "destripe" ("spoilers"), que ella usará en el futuro, en las aventuras que se han mostrado en episodios anteriores. La capacidad de River para pilotar la TARDIS, enseñada por la propia máquina, se mostró por primera vez en El tiempo de los ángeles, donde River explicó que "recibió lecciones del mejor" (con el Doctor asumiendo que había sido él), y diciendo después que el Doctor estaba "ocupado ese día". La tripulación del Telesecta considera a River una criminal de las más buscadas. River había aparecido en prisión desde El tiempo de los ángeles por matar "al mejor hombre que nunca he conocido". En el epílogo del episodio, River se une a la Universidad Luna para convertirse en arqueóloga y encontrar al Doctor. Los anteriores episodios mostraban que River ya había conseguido los títulos. Cuando River despierta en el hospital, el Doctor dice "Regla uno: El Doctor miente". Esta regla la estableció la propia River en El Big Bang, un evento futuro en su propia línea temporal.
Mientras el Doctor carga la interfaz de voz de la TARDIS, esta adopta la forma holográfica de sus antiguas acompañantes Rose Tyler (Billie Piper), Martha Jones (Freema Agyeman) y Donna Noble (Catherine Tate). El Doctor rechaza esas imágenes, porque le hacen sentirse culpable, al final decidiéndose por la imagen de la pequeña Amelia (En el último momento). También aparecen escenas inéditas del pasado de Amy interactuando con la joven Mels y con Rory. El concepto de "puntos fijos en el tiempo" ya se había explorado en episodios anteriores, como Los fuegos de Pompeya o Las aguas de Marte. El supuesto "estado de gracia temporal" dentro de la TARDIS, por el cual las armas de fuego no funcionaban en su interior, lo había mencionado por primera vez el Cuarto Doctor en The Hand of Fear. Aquí se mostró que ese estado de gracia había sido mentira todo el tiempo.

## Producción

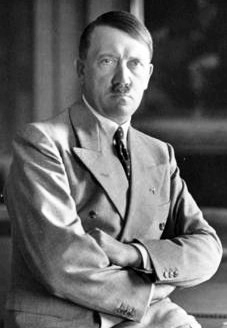
El show runner Steven Moffat quería "ridiculizar" a Hitler en el episodio.

Como apertura de la segunda mitad de la temporada, siguió un tono opuesto a la apertura de la misma, El astronauta imposible / El día de la luna, que fue "siniestro y oscuro". El autor Steven Moffat quería mostrar a Hitler de forma cómica y "ridiculizarle" en lugar de convertirle "en un icono del mal". Lo comparó con una escena de Indiana Jones en la que se burlaban de Hitler.
A Moffat le encantó escribir la regeneración de Mels, encontrando cómica la comprobación de su nuevo cuerpo. Dijo que el episodio es el principio de la historia de River y muestra cómo se convirtió en la mujer que el Doctor conoció en episodios anteriores. Durante esos primeros momentos post-regeneración, River recrea la famosa escena entre la Sra. Robinson (Anne Bancroft) y Benjamin (Dustin Hoffman) de la película El Graduado, diciendo al Doctor "Hola, Benjamin". El ángulo de la cámara también es un homenaje a esa película. El Doctor ya había comparado a River con la Sra. Robinson en El astronauta imposible.
El reparto y el equipo pensaron que los artistas de maquillaje y vestuario hicieron un buen trabajo con Albert Welling, porque se parecía tanto a Hitler que les pareció una experiencia "surrealista". Darvill quedó encantado de que su personaje, Rory, fuera más un "héroe de acción" en el episodio. Antes de la emisión, Smith dijo que era "quizás su episodio favorito hasta entonces... simplemente se dispara". En el episodio se produce el debut de la nueva chaqueta del Doctor, un abrigo verde oscuro de estilo militar. En una entrevista en la anterior temporada sobre el vestuario del Undécimo Doctor, el productor ejecutivo Piers Wenger dijo: "Creo que en verdad le gustaría evolucionar en la siguiente temporada. Tiene ganas de tener un abrigo". Smith explicó que quería un abrigo por el tiempo frío.

## Emisión y recepción
Las mediciones nocturnas de audiencia mostraron que 6,2 millones de espectadores vieron el episodio, siendo el segundo programa más visto del día por detrás de The X Factor. La puntuación de apreciación fue de 85, considerada "excelente". Las mediciones definitivas fueron de 8,10 millones de espectadores, siendo el undécimo programa más visto de la semana. También fue el segundo episodio más visto de la temporada, solo por detrás de El astronauta imposible.

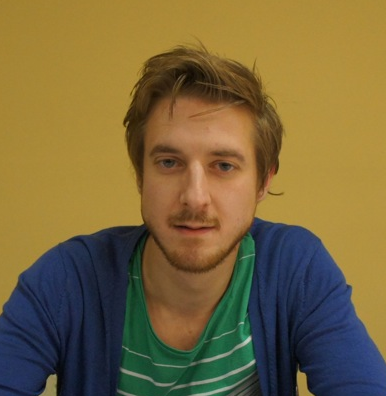
Al menos un crítico y Arthur Darvill en persona quedaron encantados de que Rory se hubiera convertido más en un héroe de acción en el episodio.

El episodio tuvo mayoritariamente una respuesta positiva de la crítica. Dan Martin de The Guardian quedó más contento con Matemos a Hitler como apertura que con Un hombre bueno va a la guerra como final, y dijo que fue "un viaje de tiempo bamboleante energético y lleno de gags y florituras como el coche y los círculos en el trigo, que aun así mantenían un gran sentido acerca de qué iba todo". También elogió la interpretación de Alex Kingston, diciendo que "robó cada escena en la que ella estuvo de una forma incluso mayor que habitualmente, desviando con maestría el episodio hacia un acto final propiamente emotivo". Martin más tarde lo clasificó como el sexto mejor episodio de la temporada, sin contar en la lista La boda de River Song. Comentó que podría ser "divisivo" entre los fanes, ya que fue criticado por no tener sentido para los espectadores casuales del programa, pero Martin dijo que "le encantó". Michael Hogan del Daily Telegraph le dio al episodio 4 estrellas sobre 5, alabándolo por estar "atestado de ideas, giros, sorpresas y bamboleos y trastabilleos en el tiempo", y de "entretenimiento vertiginosamente emocionante, aunque ligeramente agotador". También alabó la forma en que permitió a Rory "encontrar finalmente su sitio".
Escribiendo para The Independent, Neela Debnath alabó el tono más ligero y "los grandes momentos de slapstick". Aunque pensó que la identidad de Mels era "obvia para todos menos para los personajes", dijo que Toussaint-White estuvo "excelente" y que "fue una pena que se regenerara tan pronto, porque le dijo una energía diferente al personaje". Patrick Mulkern de Radio Times, a diferencia de Debnath, admitió que la verdadera identidad de Mels "le cogió por sorpresa". Pensó que había un agujero en la trama en términos de qué hizo Melody desde que se regeneró a 1969 y se unió a Amy y Rory, todavía de niña, 20 años más tarde, pero dijo que "el episodio se mueve demasiado rápido para que esas minucias importen, y es hilarante". Ken Tucker de Entertainment Weekly lo llamó un "comienzo de media temporada noble, inteligente, divertido y maravillosamente energético", y alabó la interpretación de Smith, Gillan, Darvill, y particularmente Kingston, así como la emoción que se desarrolló en el episodio.
Matt Risley de IGN le dio al episodio un 9 sobre 10, diciendo que fue "probablemente la carrera de Señor del Tiempo más divertida sin complejos de Moffat". Aunque alabó el humor, la trama y el desarrollo de personajes, criticó al Telesecta; aunque ellos "puntuaron alto en el factor kitsch de ciencia ficción" fueron "cualquier cosa menos memorables". Richard Edwards de SFX le dio al episodio 5 estrellas sobre 5, pensando que "tiene que estar entre los episodios de Who más inteligentes que Moffat ha escrito". Aunque alabó la interpretación de Kingston, escribió que "es Matt Smith el que roba el programa, en una de sus mejores interpretaciones como el Doctor... está absolutamente fantástico, ya fuera actuando como bromista o viviendo 32 minutos de escena de muerte. La mezcla de optimismo y tristeza es algo difícil de sacar, y aun así Smith lo logra de una forma quintaesencialmente Doctoral". Keith Phipps de The A.V. Club le dio al episodio un notable alto, diciendo que estaba "un poco dividido". Alabó el arco argumental de River Song, que hizo "la mente rodar... de una forma buena", así como el diálogo y las "grandes ideas". Por el otro lado, no creyó que se desarrollara la misión del Telesecta y que "como personajes parecen un poco sosos". Lo que "realmente le molestó" fue que no tenía el "impacto" de algunos episodios anteriores y pensó que era poco creíble que Amy y Rory parecieran dispuestos a aceptar rápidamente que se suponía habían criado a su hija como compañera de colegio".
Jim Shelley del Daily Mirror también se mostró negativo hacia el episodio, especialmente contra Alex Kingston, que le pareció estar interpretando mientras "el resto del reparto hizo sus papeles con perfecta naturalidad". Gavin Fuller del Daily Telegraph dijo que Moffat "desarrolló una carrera de ritmo" y alabó la idea del Telesecta, pero quedó decepcionado con la "oportunidad perdida" de la ambientación. Pensó que la misma ofrecía "un gran potencial dramático" pero no fue "mucho más que un marco para la historia". También pensó que usar a Hitler como contrapunto cómico "era una gran equivocación teniendo en cuenta la naturaleza del hombre y el régimen que dirigió" y que fue "una forma rara de tratar a un personaje tan históricamente significativo". También se mostró crítico contra cómo Moffat "parece siempre dispuesto a matar al reparto regular de una u otra forma". Tucker de Entertainment Weekly pensó que "no hacía falta Hitler para que fuera un excelente episodio de Doctor Who".